# Архієрейський собор Православної церкви України 24 травня 2023 року
Архієрейський собор Православної церкви України 24 травня 2023 року — архієрейський собор Православної церкви України, який відбувся 24 травня 2023 року у Трапезному соборі Києво-Печерської лаври, де було розглянуте питання календарної реформи в Православній церкві України. Рішення про скликання Священного архієрейського собору було прийняте Священним синодом Православної церкви України, який відбувся напередодні 23 травня 2023 року.
Архієрейський собор вирішив здійснити перехід ПЦУ на новоюліанський календар з 1 вересня 2023 року, зберігаючи Александрійську Пасхалію. Парафіям і монастирям, за бажанням, було дозволено використовувати юліанський календар. Рішення Архієрейського собору затвердив Помісний собор 27 липня 2023 року.

## Історія
Про проведення Священного архієрейського собору 24 травня 2023 року стало відомо ще після Священного Синоду 2 лютого 2023 року. Після рішення 1-2 лютого Української греко-католицької церкви про перехід на новий стиль, митрополит Білоцерківський Євстратій підтвердив, що в травні 2023 року збереться Архієрейський собор для того, щоб розглянути питання про календарну реформу в ПЦУ.
2 травня 2023 року митрополит Епіфаній повідомив, що під час Архієрейського собору в травні 2023 року ПЦУ прийме рішення щодо нового церковного календаря. Священний синод 23 травня 2023 року ухвалив рішення про скликання Священного архієрейського собору 24 травня 2023 року.

## Рішення
| За поданням Священного Синоду Православної Церкви України всебічно розглянувши і обговоривши календарне питання Архієрейський Собор Православної Церкви України констатує наступне. Офіційний літургійний календар Православної Церкви України є одним із загальноцерковних документів, зміни до якого вносяться виключно рішенням загальноцерковних соборних органів (Священного Синоду, Архієрейського Собору та Помісного Собору). В кожній Помісній Православній Церкві існує власна календарна традиція, яка спирається на загальне церковне Передання і практику Помісної Церкви. Деякі Помісні Церкви дотримуються юліанського («старого») календаря, деякі – новоюліанського («нового»). При цьому календарна традиція щодо обчислення Пасхалії є загальною для всіх Помісних Православних Церков (окрім автономної Православної Церкви Фінляндії у складі Вселенського Патріархату) і може бути уточнена тільки спільним рішенням Помісних Церков. Проблема юліанського («старого») календаря полягає в тому, що кожні 128 років в ньому відбувається накопичення розбіжності в одну добу між астрономічним і календарним рівноденням. У XX і XXI століттях розходження між реальним (астрономічним) рівноденням та датою 21 березня, на яку мало би припадати рівнодення, складає 13 днів. Від 2100 року ця розбіжність складатиме вже 14 днів, а з плином часу – й місяці. Традиція використання Православною Церквою юліанського календаря не має сакрального значення, сам цей календар має світське походження та був прийнятий Церквою в силу того, що це був календар, за яким велося літочислення у Римській імперії, і це був найкращий календар на той час. Втім, поступове накопичення в юліанському календарі розходження між реальними астрономічними подіями та календарними датами призводить до того, що святкування всіх неперехідних свят церковного року поступово зсуваються вперед, так що з плином часу, наприклад, свято Різдва Христового буде припадати на час приготування до Великого посту і навіть на сам піст, що є абсурдним. З метою виправлення календарної неточності, що була накопичена впродовж століть, у 1923 році на Синаксі представників Православних Церков в Константинополі під головуванням Вселенського Патріарха Мелетія IV було схвалено оновлений, так званий новоюліанський календар, який був створений завдяки праці сербського астронома Мілутіна Міланковича. Цей календар позбавлений недоліку юліанського календаря і є суттєво точнішим (більше наближеним до астрономічних подій), ніж григоріанський календар. Станом на теперішній час більшість Православних Церков (Вселенський Патріархат, Олександрійський Патріархат, Антиохійський Патріархат, Румунський Патріархат, Болгарський Патріархат, Церква Кіпру, Церква Греції, Церква Албанії, Церква Чеських земель і Словаччини) використовують новоюліанський календар. Подекуди в межах одної Помісної Церкви є припустимим співіснування різних календарних традицій. Так, монастирі Святої Гори Афон, які канонічно підпорядковані Вселенському Патріархату, продовжують дотримуватися юліанського календаря. Однак метохи (подвір’я) афонських монастирів, які існують в континентальній Греції, використовують новоюліанський календар. В сучасних реаліях буття Православної Церкви України в українському суспільстві, особливо у зв’язку з агресивною російською війною проти України істотно зростає запит на проведення календарної реформи і узгодження календарної традиції ПЦУ з традицією, прийнятою більшістю Помісних Православних Церков. Тому рішенням №19 Священного Синоду УПЦ (ПЦУ) від 18 жовтня 2022 р. з метою вивчення реальної церковної потреби в здійсненні у близькому часі календарних змін було надано дозвіл церковним громадам (де для цього існують пастирські обставини та засвідчується бажання вірних) звершити 25 грудня 2022 р. богослужіння за чином свята Різдва Христового з подальшим поданням через єпархіальні управління до Київської Митрополії письмової інформації про число учасників такого богослужіння. Досвід проведення богослужінь Різдва Христового 25 грудня 2022 року виявив великий запит на оновлення календаря не тільки загалом у суспільстві, але також і безпосередньо у церковному середовищі автокефальної Помісної Православної Церкви України. За рішенням Священного Синоду від 2 лютого 2023 р. (Додаток до Постанови №52) згідно поданих прохань 103 парафіям було надане благословення на перехід на новоюліанський календар (Київська єп. – 4 парафії, Рівненсько-Волинська єп. – 5 парафій, Черкаська єп. – 25 парафій, Хмельницька єп. – 6 парафій, Волинська єп. – 13 парафій, Чернівецько-Хотинська єп. – 1 парафія, Кропивницька єп. – 7 парафій, Полтавська єп. – 4 парафії, Тернопільсько-Кременецька єп. – 1 парафія, Вінницько-Барська єп. – 37 парафій). Більшість духовенства і громад, які підтримують календарні зміни, очікують для цього загального церковного рішення. Слід визнати, що протягом кількох століть традиційний юліанський календар сприймався як один з головних ідентифікаторів української церковної культури. Спочатку це було ознакою спротиву латинізації, а після більшовицької революції – також ознакою опору радянській системі. Однак в сучасних умовах соціальний і культурний контекст юліанського календаря і його сприйняття докорінно змінилися. Нині він більшістю сприймається не стільки як пов’язаний з давніми українськими традиціями, скільки як пов’язаний з російською церковною культурою. Адже сучасним календарем користуються ті Православні Церкви, які підтримують Православну Церкву України, натомість її опоненти і в першу чергу РПЦ – дотримуються старого календаря. Водночас фактори з минулого, які стояли на перешкоді календарних змін, нині втрачають свою актуальність. Тому прагнення збереження і утвердження своєї, української, духовної ідентичності, захист від агресії «русского міра», вимагають назрілого рішення – долучитися до більшості Помісних Православних Церков, запровадивши у вжиток новоюліанський календар, як більш точний астрономічно та церковно прийнятий, зі збереженням традиційної Пасхалії. Беручи до уваги викладені вище міркування та враховуючи численні запити від парафій, монастирів, єпископату, духовенства та вірних щодо можливості переходу на календар, якого дотримуються більшість Помісних Православних Церков, Архієрейський Собор Православної Церкви України постановляє: 1. Благословити парафіям (релігійним громадам) та монастирям, які належать до Православної Церкви України, використовувати у літургійній практиці новоюліанський календар (при цьому незмінно зберігаючи традиційну Пасхалію). 2. Перехід Православної Церкви України на новоюліанський календар здійснити починаючи з 1 вересня 2023 року (початок нового церковного року). 3. З огляду на пастирську доцільність для релігійних громад та монастирів, які виявлять бажання і надалі дотримуватися юліанського («традиційного») календаря, за ікономією дозволити таким парафіям і монастирям, які належать до Православної Церкви України, за рішенням їхніх парафіяльних зборів (духовних соборів монастирів) продовжити використання юліанського календаря. Рішення про це має бути підтримане не менше, ніж двома третинами членів відповідної громади та належним чином документально оформлене. 4. Синодальній богословсько-літургійній комісії спільно з Синодальною календарною комісією, враховуючи досвід інших Православних Церков підготувати пропозиції щодо певних складних випадків у літургійній практиці, які виникатимуть при дотриманні традиційної Пасхалії та новоюліанського календаря для нерухомих свят. 5. Синодальній календарній комісії підготувати оновлений офіційний Церковний календар Православної Церкви України на 2024 рік та на наступні роки, а також календарну інформацію на вересень-грудень 2023 р. Для громад, які користуватимуться юліанським календарем, благословляється підготувати офіційне видання Церковного календаря Православної Церкви України на 2024 р. за старим стилем. 6. Управлінню духовної освіти і богословської науки, Синодальному видавничо-просвітницькому управлінню, Синодальному управлінню недільних шкіл і катехизації благословити проводити роз’яснювальну роботу щодо використання в літургійній практиці новоюліанського календаря. 7. Цю Постанову винести на затвердження чергового Помісного Собору Православної Церкви України. Архієрейський Собор закликає повноту Православної Церкви України поставитися до календарних змін з розумінням, відповідальністю, братньою християнською любов’ю та терпінням, протистояти спробам розпалювати ворожнечу і розділення, натомість зберігати єдність Церкви. |
| |

На Архієрейському соборі 24 травня 2023 року було благословлено парафіям та монастирям використовувати у літургійній практиці новоюліанський календар (при цьому незмінно зберігаючи традиційну Пасхалію) й вирішено:
- здійснити перехід на новоюліанський календар починаючи з 1 вересня 2023 року (початок нового церковного року);

- дозволено надалі дотримуватися юліанського календаря таким парафіям і монастирям, які за рішенням їхніх парафіяльних зборів (духовних соборів монастирів) бажають продовжити використання. Рішення повинне бути підтримане не менше, ніж двома третинами членів громади та належним чином документально оформлене;
- Синодальній богословсько-літургійній комісії спільно з Синодальною календарною комісією, враховуючи досвід інших Православних Церков підготувати пропозиції щодо певних складних випадків у літургійній практиці, які виникатимуть при дотриманні традиційної Пасхалії та новоюліанського календаря для нерухомих свят;
- Синодальній календарній комісії підготувати оновлений офіційний церковний календар на 2024 рік та на наступні роки, а також календарну інформацію на вересень-грудень 2023 рік;
- Для громад, які користуватимуться юліанським календарем, благословляється підготувати офіційне видання церковного календаря на 2024 рік за старим стилем;
- Управлінню духовної освіти і богословської науки, Синодальному видавничо-просвітницькому управлінню, Синодальному управлінню недільних шкіл і катехизації благословити проводити роз'яснювальну роботу щодо використання в літургійній практиці новоюліанського календаря;
- Рішення Архієрейського собору 24 травня 2023 року винести на затвердження Помісного Собору 27 липня 2023 року.[2]

## Оцінки
Православний теолог і голова Міжнародної православної теологічної асоціації Павло Гаврилюк вважав зміну церковного календаря великою подією, адже Православна церква України приєднається до всесвітньої православної спільноти, у якій більшість автокефальних православних церков використовують новоюліанський календар і наголошує окремо на політичні наслідки:
|                             | Так, цей крок, безперечно, має політичні наслідки. І я думаю, що ще до війни ми б сказали, що ця церква просто приєднується до решти християнського світу у святкуванні Різдва чи інших свят. А сьогодні, звісно, також потрібно думати про бажання відрізнятися від церкви держави-агресорки. |
| — Гаврилюк Павло Леонідович | |

Павло Гаврилюк також думає, що коли українські церкви в діаспорі та церкви в Україні житимуть за одним ж календарем, то це більше зблизить українців в Україні та в діаспорі на Заході.
Релігієзнавець Віктор Єленський заявляв, що існування двох церковних календарів створювало певну роздвоєність для вірян в Україні, адже християнини поставали перед докором свого сумління, коли на День Незалежності України вони мали постувати (Успінський піст), чи на Новий рік, порушуючи Пилипівський піст. Крім того, він зазначив, що перехід на новоюліанський календар дистанціює Україну від Російської Федерації.

## Реакції
Прессекретар президента Російської Федерації Дмитро Пєсков обурився через перехід Православної церкви України на новоюліанський календар, назвавши це "божевіллям та вакханалією". Через це Дмитро Пєсков порівняв Україну з Молдовою [молдовська мова] та пожартував, що українці нібито відмовляться від української мови у майбутньому: тепер залишається чекати хіба що відмови від української мови на користь американської".
Міністр культури та інформаційної політики Олександр Ткаченко заявив, що рішення церков щодо переходу на новий стиль вимагає внесення зміни до законодавства щодо офіційних державних свят, а саме змін дат Дня Української Державності, Дня захисників і захисниць України та інших свят і пам'ятних днів.